# Evangelische Kirche (Hüddingen)

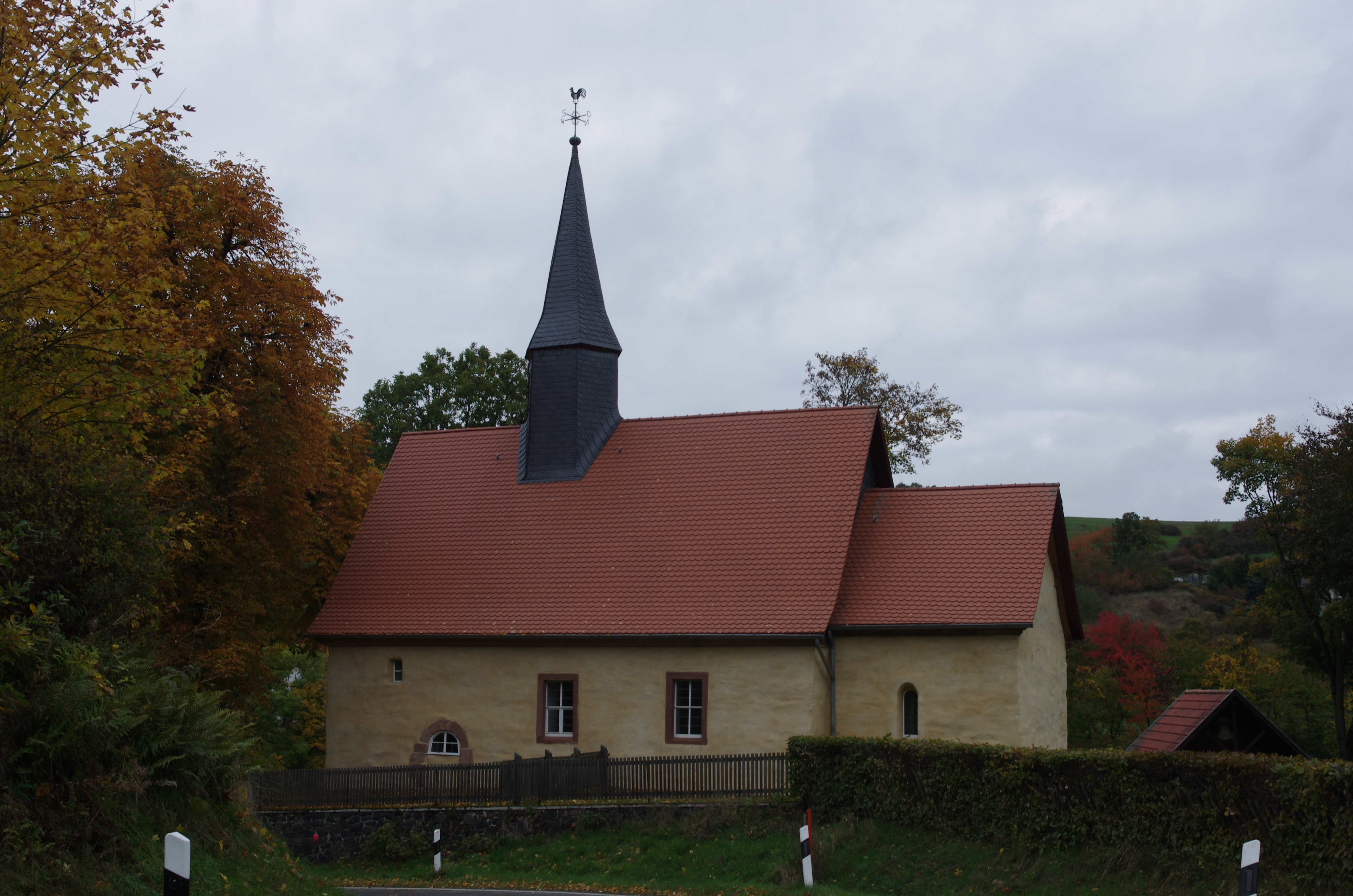
Evangelische Kirche in Hüddingen

Die evangelische Kirche Hüddingen ist ein denkmalgeschütztes Kirchengebäude, das in Hüddingen, einem Ortsteil der Stadt Bad Wildungen im Landkreis Waldeck-Frankenberg (Hessen) steht. Die Kirchengemeinde gehört zum Kirchenkreis Eder im Sprengel Kassel der Evangelischen Kirche von Kurhessen-Waldeck.

## Beschreibung
Die ursprünglich aus dem 12. Jahrhundert stammende, romanische Saalkirche wurde 1782 vollständig renoviert, behielt aber noch ihren eingezogenen, romanischen, rechteckigen Chor. Aus dem Satteldach des Kirchenschiffs erhebt sich ein sechseckiger, schiefergedeckter Dachreiter, der einen spitzen Helm trägt. 
Der Innenraum des Kirchenschiffs, in dem 1616 Emporen eingebaut wurden, ist mit einer Flachdecke mit Unterzügen in Längsrichtung überspannt, die von zwei hölzernen Pfeilern getragen werden. Im Chor befinden sich ein Sakramentshaus mit gotischen Minuskeln sowie 1853 freigelegte und restaurierte Wandmalereien von 1513. Die Kirchenglocken stammen aus dem 15. und 16. Jahrhundert. Die Kanzel wurde im 18. Jahrhundert eingebaut. 
Die erste Orgel wurde 1849 im Chorraum installiert. Sie hatte zehn Register, ein Manual und ein Pedal und stammte von Jakob Vogt. Sie wurde 1955 durch eine Orgel von August Möller an der Stirnwand des Kirchenschiffs ersetzt.